# Fuerza 10 de Navarone
Fuerza 10 de Navarone (título original Force 10 from Navarone), es una película bélica británica de 1978, basada en la novela de Alistair MacLean de 1968 del mismo título, y se presenta como una secuela de la película Los cañones de Navarone, de 1961. Los personajes de Mallory (Gregory Peck) y Miller (David Niven) son interpretados en esta ocasión por Robert Shaw y Edward Fox. Fue dirigida por Guy Hamilton, e incorporó en el reparto a Harrison Ford, Carl Weathers y Franco Nero.
La trama pretende continuar respecto a la película de 1961, con una operación aliada de comando durante la Segunda Guerra Mundial, que debe ejecutarse con ayuda de los partisanos en la Yugoslavia ocupada por los nazis. Por medio habrá que descubrir un espía alemán, bajo el nombre de Leskovar. La película se rodó en Montenegro y Malta. Las críticas no fueron buenas. No obstante, de taquilla y reparto fue bastante bien, y para algunos aficionados al cine bélico es casi una película de culto.

## Sinopsis
Tras destruir los cañones de la isla de Navarone, al Mayor Keith Mallory (Robert Shaw) y al sargento Dusty Miller (Edward Fox) les asignan una misión en Yugoslavia: destruir un puente vital para el abastecimiento alemán, pero para conseguirlo tendrán que enfrentarse a las patrullas nazis y a un traidor que se ha infiltrado entre ellos.

## Reparto
- Robert Shaw como Keith Mallory
- Harrison Ford como Mike Barnsby
- Edward Fox como John Miller
- Barbara Bach como Maritza Petrović
- Franco Nero como Capitán Lescovar/Coronel Von Ingorslebon
- Carl Weathers como Sargento Weaver
- Richard Kiel como Capitán Dražak
- Alan Badel como Mayor Petrović
- Michael Byrne como Mayor Schroeder
- Philip Latham como Comandante Jensen
- Angus MacInnes como Teniente Doug Reynolds
- Michael Sheard como Sargento Bauer
- Petar Buntic como Marko
- Paul Humpoletz como Sargento Bismark

## Producción

### Desarrollo inicial
Inicialmente había planes para producir la película poco después de la original de 1961 con Gregory Peck y David Niven retomando sus papeles. Tras el éxito de la película original, el productor Carl Foreman le pidió a Alistair MacLean que escribiera una secuela de la novela, pero el autor se mostró reacio a escribir una novela completa y, en cambio, entregó un tratamiento argumental.
En abril de 1967, Carl Foreman anunció que haría After Navarone (Después de Navarone) con Anthony Quinn, Gregory Peck y David Niven retomando sus papeles y J. Lee Thompson regresando como director. La película sería realizada por el estudio Columbia. En mayo de 1967 se anunció que la película se llamaría The High Dam (La presa alta) y el rodaje se llevaría a cabo en 1969. El rodaje no se llevó a cabo. MacLean decidió desarrollar el tratamiento de la pantalla como un libro y Fuerza 10 de Navarone se publicó en 1968. La novela se convirtió en un éxito de ventas.
A lo largo de la década de 1970, Foreman intentó obtener respaldo financiero para la película. En diciembre de 1972, MacLean dijo que el plan de Foreman era usar el elenco original de Los cañones de Navarone y comentó que "ahora los actores se verán un poco viejos para la guerra".

### Financiamiento
En septiembre de 1976 se anunció que Foreman, Oliver Unger y la compañía financiera alemana Mondo Films habían adquirido los derechos de pantalla de la novela y el guion de Fuerza 10 de Navarone. Foreman escribió el tratamiento y fue el productor ejecutivo, pero Unger terminó produciendo el film. Los productores querían que Robert Bolt escribiera el guion, pero estaba ocupado trabajando con David Lean. La agente de Bolt, Peggy Ramsey, sugirió que contrataran a Robin Chapman. En agosto de 1977, la productora creada para realizar la película, Navarone Producciones, firmó un acuerdo con AIP para que esta última distribuyera la película. AIP proporcionó 2,1 millones de dólares del presupuesto.
La película fue originalmente presupuestada en 8,312,224. AIP proporcionó 2.104.942,93 a Navarone Productions y posteriormente gastó 97.109,15 adicionales para producir una versión estadounidense de la película. Columbia Pictures adelantó 2,900,000 y acordó pagar 1,100,000 más después de la entrega de la película a cambio de los derechos de distribución exclusivos y perpetuos en todos los territorios fuera de los Estados Unidos y Canadá. Un grupo de inversión alemán aportó 1 millón de dólares, una productora yugoslava prestó o prestó servicios por valor de 2 millones de dólares y American Broadcasting Company pagó 1,800,000 por el derecho a transmitir la película 3 veces en televisión.
El director de fotografía Christopher Challis recordó que originalmente se consideró que la película se filmaría en Pakistán hasta que alguien se dio cuenta de que los pakistaníes no se parecían a los yugoslavos o alemanes y que el gasto para hacerlos aparecer como tales en la película sería económicamente inviable.

### Casting
Cuando la película iba a comenzar, 17 años después de la original, Peck y Niven se consideraron demasiado mayores y se tomó la decisión de volver reinterpretar los personajes. En octubre de 1977, el elenco principal estaba conformado: Robert Shaw, Edward Fox, Harrison Ford, Franco Nero y Barbara Bach. Shaw dijo: "Me parece un poco ridículo a mi edad estar corriendo alrededor de una montaña en Yugoslavia diciendo 'Vamos'".
Fue la primera película de Harrison Ford después del estreno en 1977 de Star Wars: Episodio IV - Una nueva esperanza. Dice que eligió el papel porque era un "personaje secundario fuerte" que era "muy diferente de Han Solo. Quería evitar ser estereotipado como un tipo de ciencia ficción". Ford dijo más tarde que hizo la película "para aprovechar la oportunidad de trabajar. Y fue un trabajo que hice por el dinero". 
Edward Fox en ese momento era más conocido por la película Chacal y por interpretar a Eduardo VIII en la televisión. Caroline Munro dijo que le ofrecieron el papel principal femenino (Maritza Petrović), pero lo rechazó porque implicaba demasiada desnudez. Este personaje lo interpretó Barbara Bach, que volvería a recontrarse con Richard Kiel con quien había rodado en 1977 la película de James Bond, La espía que me amó. 
Completaba el reparto Carl Weathers, actor que había interpretado a Apollo Creed en la película Rocky de 1976.